# Gargara aurea
Gargara aurea är en insektsart som beskrevs av William D. Funkhouser 1933. Gargara aurea ingår i släktet Gargara och familjen hornstritar. Inga underarter finns listade i Catalogue of Life.